# Augusta Hesensko-Kaselská
Augusta Hesensko-Kaselská (25. července 1797, hrad Rumpenheim – 6. dubna 1889, Londýn) byla manželkou Adolfa z Cambridge, sedmého syna Jiřího III. a Šarloty Meklenbursko-Střelické. Její vnučkou byla Marie z Tecku, manželka Jiřího V.

## Mládí
Princezna a lankraběnka Augusta Hesensko-Kaselská, třetí dcera Fridricha Hesensko-Kaselského a jeho manželky, Karolíny Nasavsko-Usingenské, se narodila na hradě Rumpenheim, Offenbach am Main, Hesensko-Kasselsko. Přes otce byla pravnučkou Jiřího II., její dědeček se oženil s dcerou Jiřího II., Marií. Starší bratr Augustina otce byl hesenským lankrabětem. V roce 1803 se stal kurfiřtem.

## Manželství
Augusta se 7. května v Kasselu a pak znovu 1. června 1818 v Buckinghamském paláci provdala za vévodu z Cambridge. Po sňatku Augusta získala titul JKV vévodkyně z Cambridge. Měli spolu tři děti.
Od roku 1818 do nástupu královny Viktorie a rozdělení britského a hannoverského království v roce 1837, žila vévodkyně z Cambridge v Hannoveru, kde její manžel sloužil jako vicekrál ve jménu svých bratrů, Jiřího IV. a Viléma IV. V roce 1837 Augusta povolila, aby nová obec, která byla založena 3. května 1827, byla pojmenována po ní. Vévoda a vévodkyně z Cambridge se vrátili do Velké Británie, kde žili v Cambridge Cottage, Kew a později v St James's Palace. Vévodkyně z Cambridge přežila svého manžela o třicet devět let, zemřela v devadesáti jedna letech.
Byla pohřbena v kostele sv. Anny, Kew, ale její ostatky byly později převezeny do kaple sv. Jiří ve Windsoru.

## Potomci
Vévodkyně s vévodou spolu měli tři děti:
| Jméno                      | Narození           | Úmrtí            | Poznámky |
| -------------------------- | ------------------ | ---------------- | --- |
| Jiří z Cambridge           | 26. března 1819    | 17. března 1904  | v roce 1847 se nezákonně oženil se Sarah Louisou Fairbrotherovou, měli spolu tři děti                       |
| Augusta z Cambridge        | 19. července 1822  | 4. prosince 1916 | v roce 1843 se provdala za Fridricha Viléma Meklenbursko-Střelického, měli spolu dvě děti                   |
| Marie Adelaida z Cambridge | 27. listopadu 1833 | 27. října 1897   | v roce 1866 se provdala za Francise z Tecku, měli spolu čtyři děti včetně Marie z Tecku, manželky Jiřího V. |

## Tituly a oslovení
- 25. července 1797 – 7. května 1818: Její Jasnost princezna Augusta Vilemína Luisa Hesenská
- 7. května 1818 – 6. dubna 1889: Její Královská Výsost vévodkyně z Cambridge